# Makrem Ben Romdhane
Makram Ben Romdhane (27 de março de 1986) é um basquetebolista profissional tunisino que representa o Sport Lisboa e Benfica.

## Carreira
Em 2011, fez parte da seleção que conquistou o AfroBasket, tendo repetido o feito dez anos depois, em 2021. Para além de fazer parte do 5 mais valioso da competição, acabou ainda como sendo eleito o MVP da prova. Integrou a Seleção Tunisiana de Basquetebol, em Londres 2012, que terminou na décima-primeira colocação.

No verão de 2021, Makram Ben Romdhane juntou-se à equipa do Sport Lisboa e Benfica e cerca de um ano depois, ajudou o clube a vencer a Liga.

## Títulos
Seleção Tunisina
- AfroBasket de 2011
- AfroBasket de 2021
- 5 Inicial AfroBasket de 2021
- MVP AfroBasket de 2021

#### SL Benfica
- Liga Betclic 2021/22
- Liga Betclic 2022/23
- Taça de Portugal Alfaloc 2022/23
- MVP da Taça de Portugal 2022/23
- Supertaça Mário Saldanha 2023